# Saint-M’Hervé
Saint-M’Hervé (bretonisch: Sant-Merve) ist eine französische Gemeinde im Département Ille-et-Vilaine in der Region Bretagne. Sie gehört zum Arrondissement Fougères-Vitré und zum Kanton Vitré. Die Gemeinde zählt 1.357 Einwohner (Stand: 1. Januar 2022), die Saint-M’Hervéens genannt werden. 

## Geografie
Die Gemeinde Saint-M’Hervé liegt an der Grenze zum Département Mayenne, neun Kilometer nordöstlich von Vitré. Die Vilaine begrenzt die Gemeinde im Süden und im Osten. Sie wird hier zum Plan d'Eau de Haute Vilaine aufgestaut. Umgeben wird Saint-M’Hervé von den Nachbargemeinden Montautour im Norden, La Croixille im Nordosten, Bourgon im Osten und Südosten, La Chapelle-Erbrée und Erbrée im Süden, Vitré im Südwesten sowie Balazé im Westen.

## Bevölkerungsentwicklung
| Jahr                       | 1962 | 1968 | 1975 | 1982 | 1990 | 1999 | 2006 | 2013 | 2020 |
| Einwohner                  | 1215 | 1217 | 1189 | 1193 | 1144 | 1213 | 1327 | 1375 | 1357 |
| Quellen: Cassini und INSEE |      |      |      |      |      |      |      |      |      |

## Sehenswürdigkeiten
- Kirche Saint-Éloi, Monument historique
- Haus La Gélinière

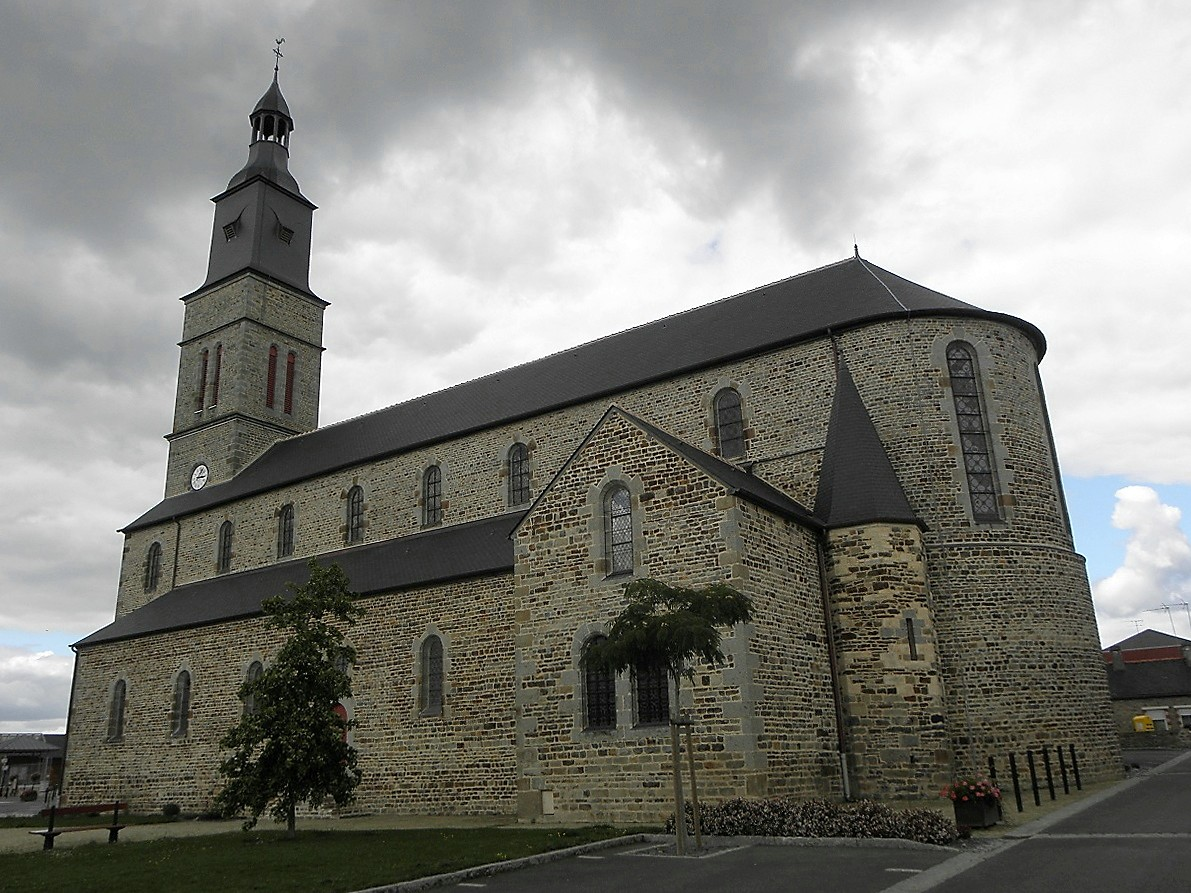
Kirche Saint-Éloi
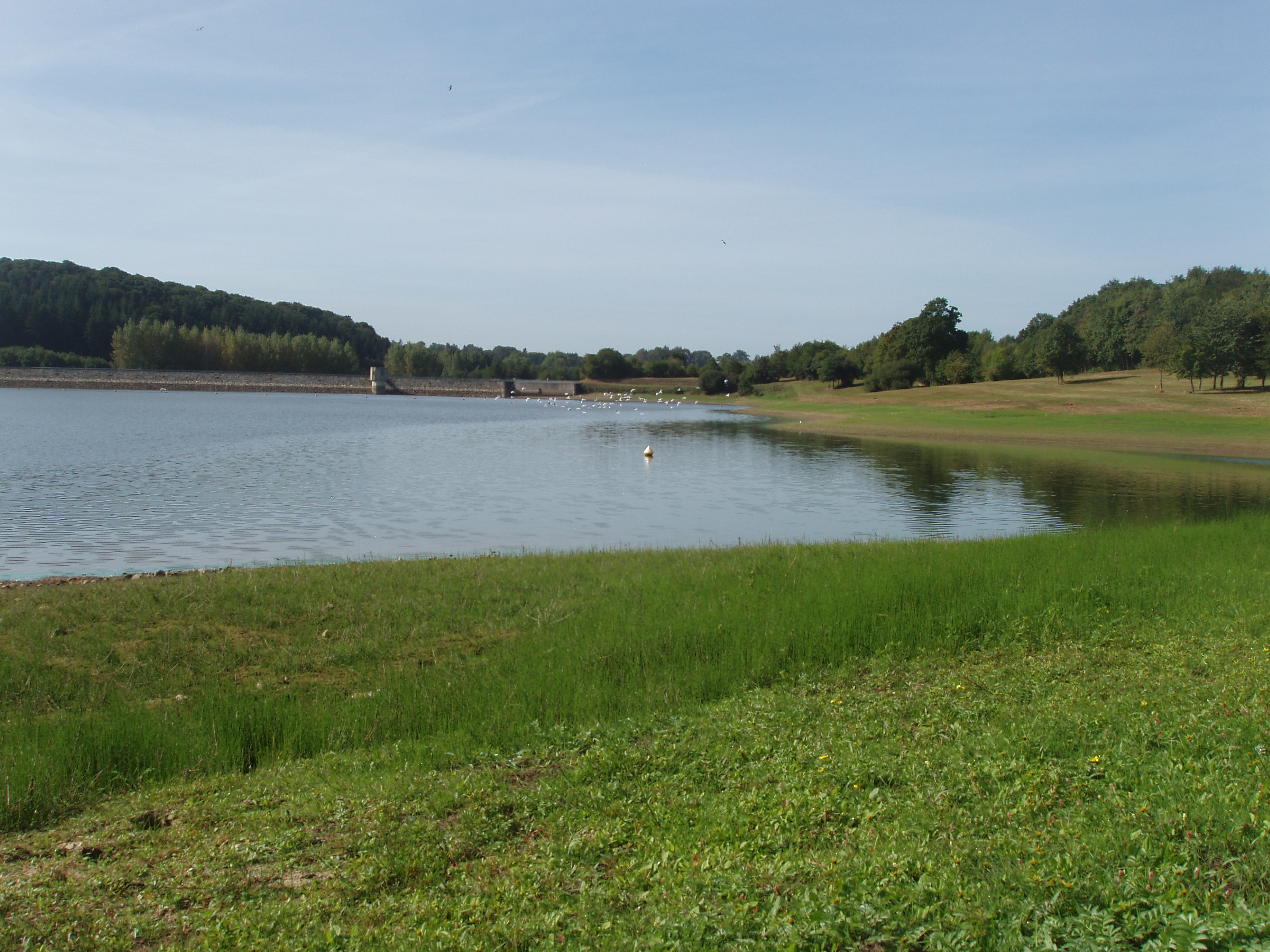
Stausee Plan d'Eau de Haute Vilaine